# Mieczysław Telesfor Urbański
Mieczysław Telesfor z Urbanic Urbański herbu Nieczuja (ur. 6 stycznia 1852, zm. 1944) – polski ziemianin, właściciel dóbr Haczów, marszałek rady powiatu brzozowskiego, poseł do Sejmu Krajowego Galicji (1895-1914), działacz społeczny.

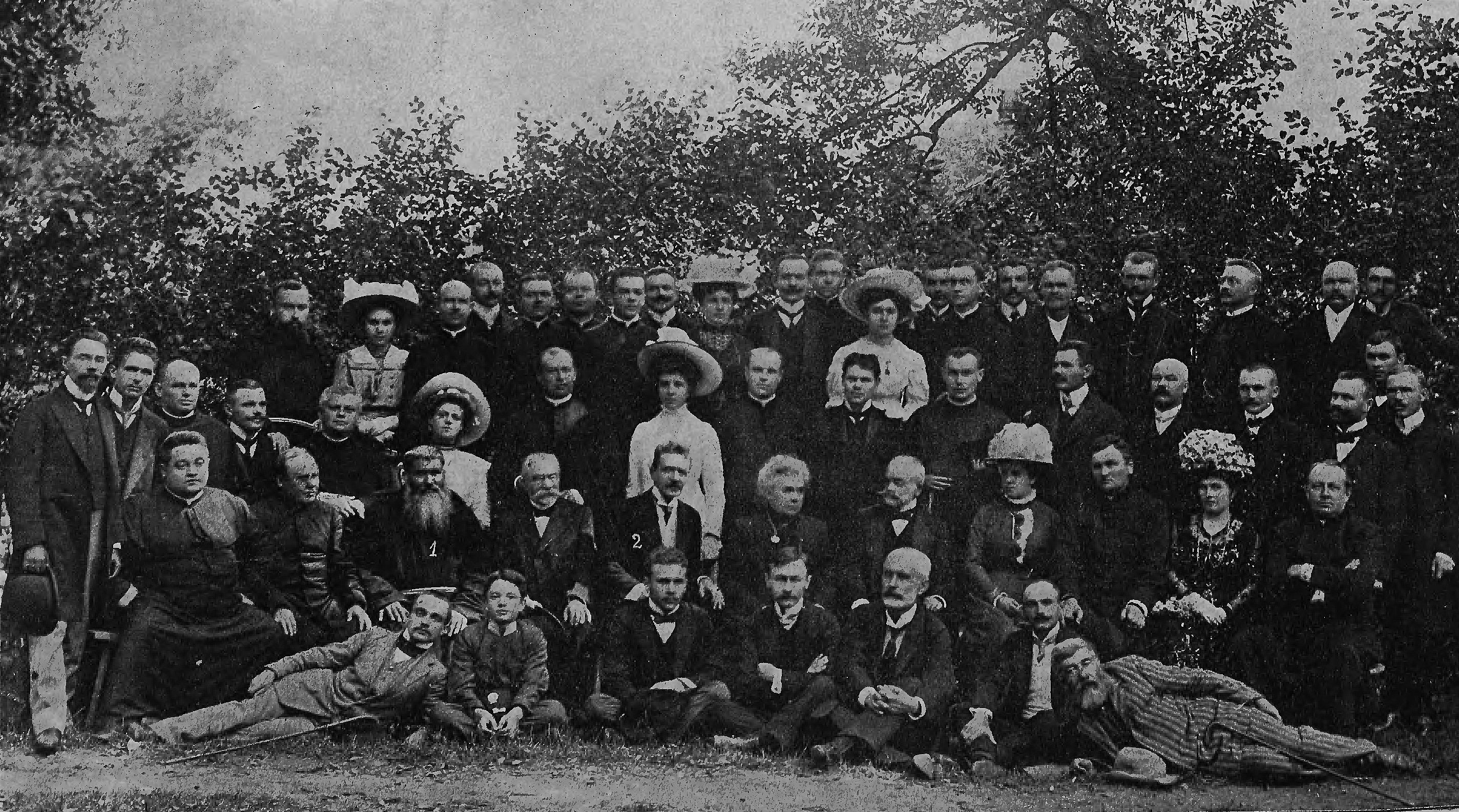
Mieczysław Urbański (2) podczas Zjazdu Haczowiaków w 1910

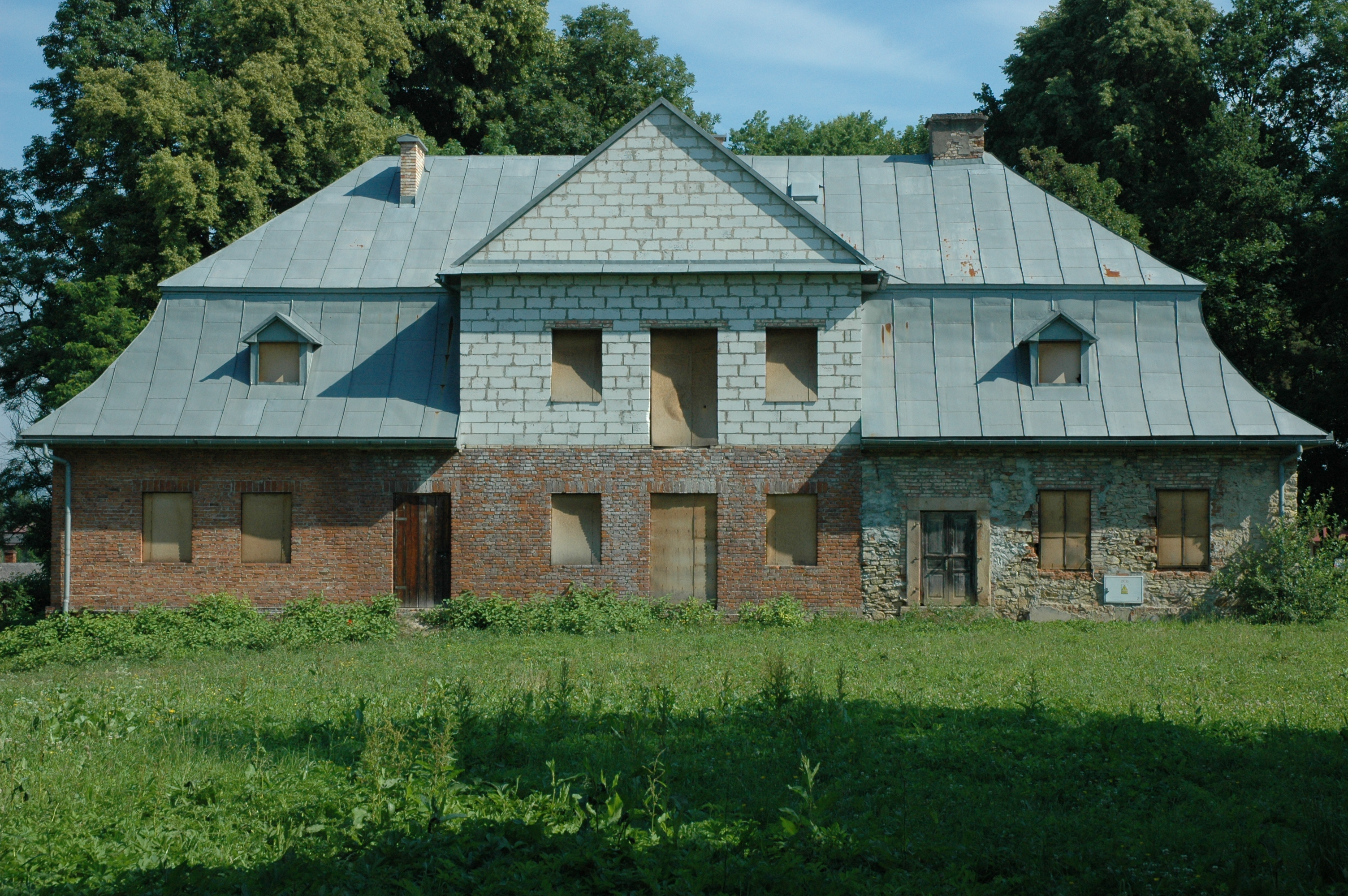
Budynek byłego dworu Urbańskich w Haczowie

## Życiorys
Urodził się 6 stycznia 1852 jako syn we Franciszka Ksawerego Urbańskiego z Urbanic herbu Nieczuja (1816-1868, właściciel Odrzechowej i Darowa, od 1845 Haczowa) i Zofii z domu Skórskiej herbu Jastrzębiec (zm. 1902, pierwotnie dziedziczka Rymanowa). Był bratem Franciszka Ksawerego, Feliksa (ur. 1847, właściciel dóbr Grabanin) i Lucyny (ur. 1839) oraz krewnym ks. Henryka Korybut Woronieckiego.
Po rodzicach odziedziczył majątek Haczów. Był ocenicielem dóbr dla okręgu C. K. Sądu Powiatowego w Sanoku: od około 1900 do około 1905 w Haczowie, od około 1911 w Brzozowie. Został członkiem rady c. k. powiatu brzozowskiego wybrany z grupy gmin wiejskich oraz pełnił stanowiska prezesa wydziału powiatowego. Przez wiele lat pełnił funkcję marszałka rady c. k. powiatu brzozowskiego. Został wybrany do austriackiej Rady Państwa w Wiedniu kadencji VIII (1891-1897) jako przedstawiciel wielkiej własności ziemskiej z powiatów Sanok, Bircza, Brzozów, Lesko, Krosno, jednak złożył mandat w 1891, a w jego miejsce został wybrany Włodzimierz Gniewosz. Jako przedstawiciel posiadłości Haczów był wybierany na posła Sejmie Krajowym Galicji kadencji VII (1895-1901), VIII (1901-1907), IX (1908-1913) (w 1910 pełnił funkcję sekretarza) i X (1913-1914).
Działał społecznie. Był jednym z założycieli Sodalicji Mariańskiej w Starej Wsi w 1892. Był delegatem okręgu wyborczego obwód sanocki do zgromadzenia ogólnego Towarzystwa Wzajemnych Ubezpieczeń w Krakowie (lata ok. 1899/1914). Przed 1914 był członkiem rady nadzorczej zarządu TWU (osobno pełnił funkcję prezesa Towarzystwa Wzajemnych Ubezpieczeń), członkiem brzozowskiego wydziału okręgowego C. K. Galicyjskiego Towarzystwa Kredytowego Ziemskiego we Lwowie, członkiem i radnym oddziału sanockiego C. K. Galicyjskiego Towarzystwa Gospodarskiego oraz delegatem na Radę Ogólną. Pełnił funkcję kuratora fundacji Sikorskich, posiadającej dobra Buków i Trześniów koło Haczowa, prowadzącej Galicyjski Zakład Ciemnych we Lwowie.
W grudniu 1898 otrzymał honorowe obywatelstwo Brzozowa. W 1908 został odznaczony Orderem Korony Żelaznej III klasy.
Poślubił pochodzącą z Haczowa Helenę Janinę Bielecką (córka właściciela dóbr Wyczółki, Iwina, Kołodna, Safrinówka). W wieku 85 lat w testamencie rozporządził posiadanymi przez siebie dobrami (w tym dworem, folwarkiem i fundacją Nieczujów Urbańskich) na cele religijne, kulturalne, społeczne i ekonomiczne gminy Haczów i miejscowej parafii celem zaspokojenia potrzeb religijnych, kulturalnych i ekonomicznych. We dworze mieściły się różne podmioty (szkoła, magazyn Ochotniczej Straży Pożarnej, magazyn spożywczy, materiałów budowlanych). Zmarł w 1944 bezpotomnie u kresu II wojny światowej pozostając ostatnim męskim przedstawicielem rodu Urbańskich z Haczowa.